# Campionati europei di ciclismo su pista 2023 - Corsa a punti maschile
La corsa a punti maschile ai Campionati europei di ciclismo su pista 2023 si svolse il 9 febbraio 2023 presso il Velodrome Suisse di Grenchen, in Svizzera.

## Risultati
La gara si è corsa sulla distanza di 160 giri (40 km), con 16 sprint.
| Pos. | Atleta                 | Nazione       | Punti giro | Punti sprint | Ordine d'arrivo | Punti totali |
| ---- | ---------------------- | ------------- | ---------- | ------------ | --------------- | ------------ |
| 1    | Simone Consonni        | Italia        | 20         | 34           | 2               | 54           |
| 2    | Albert Torres          | Spagna        | 20         | 31           | 1               | 51           |
| 3    | Donavan Grondin        | Francia       | 20         | 28           | 5               | 48           |
| 4    | Robbe Ghys             | Belgio        | 20         | 19           | 3               | 39           |
| 5    | Tobias Hansen          | Danimarca     | 20         | 17           | 10              | 37           |
| 6    | Diogo Narciso          | Portogallo    | 20         | 16           | 4               | 36           |
| 7    | William Perrett        | Gran Bretagna | 20         | 11           | 6               | 31           |
| 8    | Bertold Drijver        | Ungheria      | 20         | 4            | 8               | 24           |
| 9    | Yoeri Havik            | Paesi Bassi   | 0          | 8            | 14              | 8            |
| 10   | Tim Torn Teutenberg    | Germania      | 0          | 3            | 16              | 3            |
| 11   | Wojciech Pszczolarski  | Polonia       | 0          | 2            | 13              | 2            |
| 12   | Gustav Johansson       | Svezia        | 0          | 0            | 12              | 0            |
| 13   | Lukas Rüegg            | Svizzera      | -20        | 3            | 7               | -17          |
| 14   | Alon Yogev             | Israele       | -20        | 3            | 9               | -17          |
| 15   | Daniel Crista          | Romania       | -20        | 0            | 15              | -20          |
| 16   | Maximilian Schmidbauer | Austria       | -40        | 4            | 11              | -36          |
| 17   | Adam Křenek            | Rep. Ceca     | -60        | 0            | 17              | -60          |
| 18   | Mykyta Jakovlev        | Ucraina       | -40        | 4            | –               | Ritirato     |
| 19   | Martin Chren           | Slovacchia    | -40        | 0            | –               | Ritirato     |
| 20   | Musa Mikayilzade       | Azerbaigian   | -60        | 0            | –               | Ritirato     |
| 21   | Rokas Adomaitis        | Lituania      | -20        | 0            | –               | Ritirato     |
| 22   | Vitālijs Korņilovs     | Lettonia      | -60        | 0            | –               | Ritirato     |